# Billy Farrell
Pour les articles homonymes, voir Farrell.
Billy "Juicy" Farrell est un joueur de football irlandais. Il est un des piliers des Shamrock Rovers, club du championnat d'Irlande des années 1920. Farrell joue au poste d’attaquant. Il remporte le triplé lors de la saison 1925-1926 et termine à deux reprises meilleur buteur du championnat.

## Carrière

### En club
Billy Farrell joue toute sa carrière au Shamrock Rovers Football Club. Il forme entre 1924 et 1926 avec Bob Fullam, John Fagan et John Joe Flood, la légendaire ligne d'attaque du club connue sous le nom de "Quatre F" (en anglais "Four F's"). Son entente est toute particulière avec Fullam. Lors de la saison 1924-1925 ils marquent respectivement 25 et 20 buts, emmenant les Shamrock Rovers vers leur deuxième titre dans la compétition et vers un triplé championnat-coupe-shield sans précédent. Lors de cette saison victorieuse, Farrell termine meilleur buteur avec 25 réalisations en 18 rencontres. Lors de la saison suivante, alors que les Rovers ne terminent qu'à la deuxième place Farrell tire tout de même son épingle du jeu en étant de nouveau meilleur buteur de l'épreuve avec 24 buts. Il marque aussi lors de la finale de la coupe d'Irlande perdue sur le score de 3 buts à 2 contre Fordsons.
Durant l'été 1926 Farrell se casse le fémur lors d'un accident de moto. Cela met fin à sa carrière de footballeur.

### En sélection
Billy Farrel n'a jamais été sélectionné en équipe nationale irlandaise. Par contre il est sélectionné à trois reprises au sein du League of Ireland XI une équipe constituée des meilleurs joueurs du championnat. Le 14 mars 1925 Farrel joue lors d'une défaite 1-2 à la maison contre le Welsh Football League XI. Le 7 novembre 1925 il joue de nouveau contre les Gallois mais cette fois-ci son équipe obtient le match nul 2-2 au pays de Galles. Le 13 mars 1926 ils marque un but lors de la victoire 3-1 contre le Irish League XI, l'équipe du championnat nord-irlandais. À ces deux dernières occasions l'équipe du championnat d'Irlande présente une ligne d'attaque constituée des quatre compères des Shamrock Rovers Fullam Flood et Fagan.
En mars 1926, l'équipe d'Irlande prépare un match amical contre l'Italie. Farrel prend part à un match d'entrainement et de sélection avec le Leinster XI contre le Munster XI. Lors de cette rencontre entre deux provinces irlandaises Farrell joue mal et échoue à impressionner le comité de sélection de l'équipe nationale. Le jour précédent il avait joué avec les Shamrock Rovers une rencontre de Coupe de la Ligne contre Brideville. Au cours de cette rencontre il marque un triplé mais se blesse aussi à la hanche. Malgré les très nombreux buts marqués en championnat et son expérience des rencontres de League of Ireland XI n'a donc jamais réussi à convaincre les sélectionneurs de le prendre en équipe nationale.

## Palmarès
Shamrock Rovers
- Championnat d'Irlande
  - Vainqueur en 1924-1925
- Coupe d'Irlande
  - Vainqueur en 1924-1925
  - Finaliste en 1925-1926
- Shield
  - Vainqueur en 1924-1925

Personnel
- Meilleur buteur du championnat
  - en 1924-1925 avec 25 buts
  - en 1925-1926 avec 24 buts

## Sources
- (en) Peter Byrne, Football Association of Ireland : 75 years, Dublin, Sportsworld, 1996 (ISBN 1-900110-06-7)
- The Hoops - Paul Doolan and Robert Goggins  (ISBN 0-7171-2121-6)